# London (Äquatorialguinea)
London ist ein Ort im Nordwesten des Festlandteils von Äquatorialguinea. Sie gehört administrativ zur Provinz Litoral.

## Geographie
Der Ort liegt im nordwestlichen Zipfel im Festlandteil von Äquatorialguinea an der Atlantik-Küste der Landzunge, die der Río Campo bildet. Die nächstgelegene Siedlung im Landesinnern ist Beningo. Im Süden schließt sich Tica an.

## Klima
Nach dem Köppen-Geiger-System zeichnet sich London durch ein tropisches Klima mit der Kurzbezeichnung Am aus.